# Pitú

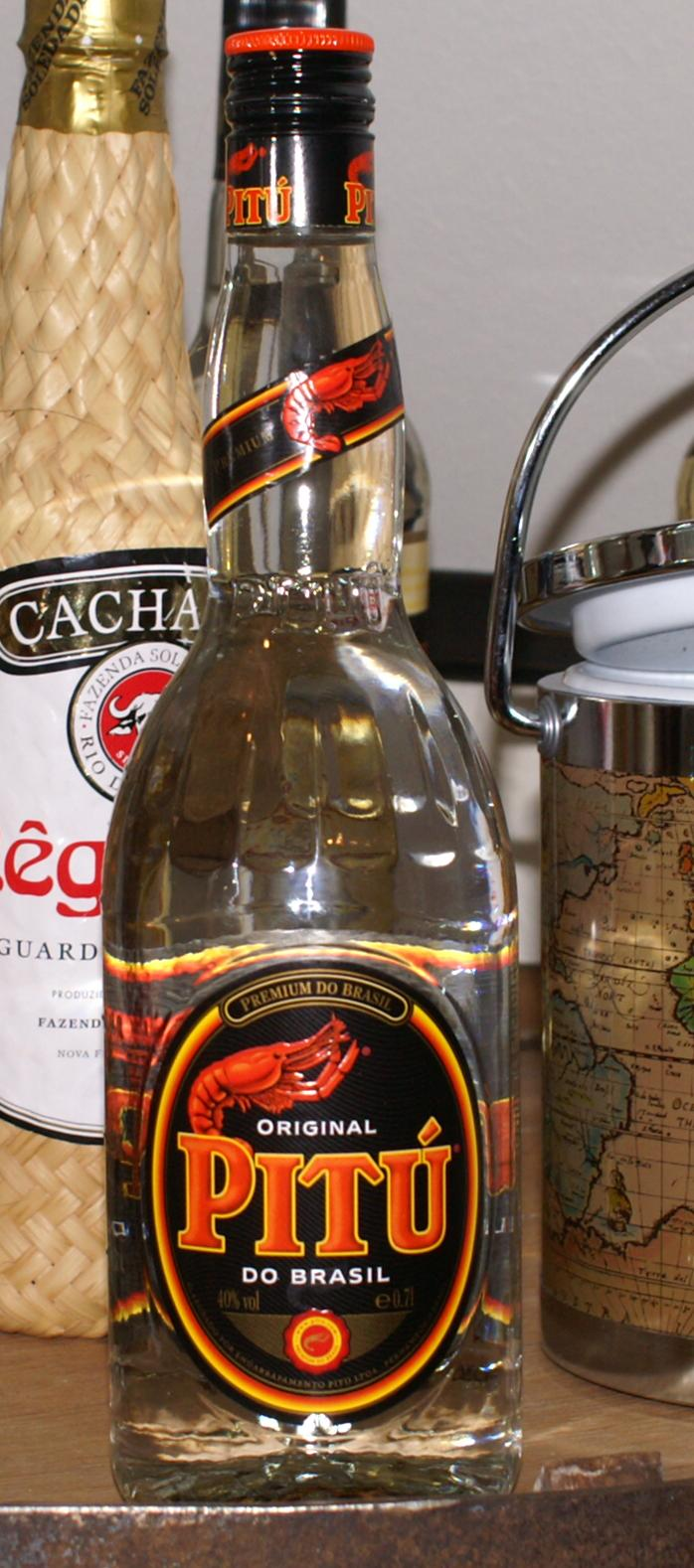
Cachaça av märket Pitú

Pitú är märket på en brasiliansk spritsort av typen Cachaça. Pitú tillverkas i Brasilien av tillverkaren Pitú LTDA. Fabriken ligger i Vitória de Santo Antão beläget i delstaten Pernambuco på nordöstkusten. Flaskan pryds av den sällsynta sötvattenräkan av vilken namnet Pitù härstammar.
Populär drink att göra Caipirinha på. 40% alkoholhalt och finns på Systembolaget.